# Афганський лазурит
Афга́нський лазури́т (він же лазурит Афганського Бадахшана), ля́піс-лазу́р  — метаморфічна гірська порода складного мінерального складу. Має яскраво-синій колір, часом фіолетово-синій або індигово-синій, рівномірну текстуру, а в переважній масі каменя, на темно-синьому тлі, немов зірочки, є розсип золотистого піриту.
З афганського лазуриту, починаючи з середньовіччя, виготовляли витончені вставки в сережки, діадеми, персні та намиста. Такі прикраси шейхи і візири дарували своїм дружинам. Головним постачальником ювелірного лазуриту в світі здавна був Афганський Бадахшан.